# رونار بيرغ
رونار بيرغ (بالنرويجية: Runar Berg)‏ (و. 1970  م) هو لاعب كرة قدم نرويجي، ولد في لاهاي، مركز لعبه هو لاعب وسط.

## روابط خارجية
- رونار بيرغ على موقع اتحاد النرويج (النرويجية)
- رونار بيرغ على موقع قاعدة بيانات كرة القدم.إي يو (الإنجليزية)
- رونار بيرغ على موقع ناشيونال فوتبول تيمز (الإنجليزية)